# 12630 Verstappen
12630 Verstappen è un asteroide della fascia principale. Scoperto nel 1971, presenta un'orbita caratterizzata da un semiasse maggiore pari a 2,4368559 UA e da un'eccentricità di 0,1410377, inclinata di 6,36720° rispetto all'eclittica.